# 中共十八大后落马官员列表
本列表收录自2012年11月中共十八大以来落马的高级官员。
列表按涉案官员职级自高至低排序；职级相同的，按照中国共产党中央纪律检查委员会对外公布时间先后排序。

## 中管干部

### 二十大至二十一大期间查处
仍在处理中  已处理完毕并公布结果
| 姓名   | 职务/原职务                                                                                | 公布时间       | 现状                                                           |
| 副国级 | 副国级                                                                                     | 副国级         | 副国级                                                         |
| ------ | ------------------------------------------------------------------------------------------ | -------------- | -------------------------------------------------------------- |
| 魏凤和 | 中央军委原委员、原国务委员兼国防部部长                                                     | 2024年6月27日  | 开除党籍、开除军籍、取消上将军衔、移送军事检察机关依法审查起诉 |
| 李尚福 | 中央军委原委员、原国务委员兼国防部部长                                                     | 2024年6月27日  | 开除党籍、开除军籍、取消上将军衔、移送军事检察机关依法审查起诉 |
| 正部級 |                                                                                            |                |                                                                |
| 董云虎 | 上海市人大常委会党组书记、主任                                                             | 2023年7月12日  | 开除党籍、开除公职、判处无期徒刑                               |
| 孙志刚 | 全国人大财政经济委员会原副主任委员、 中共贵州省委原书记、省人大常委会原主任                | 2023年8月28日  | 开除党籍、开除公职，判处死刑，缓期二年执行，限制減刑           |
| 韩 勇  | 全国政协人口资源环境委员会副主任、 陕西省政协原主席、党组书记                              | 2023年10月19日 | 开除党籍、取消待遇，判处死刑，缓期二年执行                     |
| 李钺锋 | 台盟中央常务副主席                                                                         | 2024年3月23日  | 开除公职、判處無期徒刑                                         |
| 唐一军 | 江西省政协党组书记、主席，司法部原部长，辽宁省人民政府原省长                               | 2024年4月2日   | 开除党籍、开除公职、移送司法机关依法审查起诉                   |
| 唐仁健 | 农业农村部党组书记、部长，甘肃省人民政府原省长                                             | 2024年5月18日  | 开除党籍、开除公职、移送司法机关依法审查起诉                   |
| 苟仲文 | 全国政协民族和宗教委员会副主任、 国家体育总局原局长                                        | 2024年5月30日  | 开除党籍、开除公职、移送司法机关依法审查起诉                   |
| 吴英杰 | 全国政协文化文史和学习委员会主任、 西藏自治区原党委书记                                    | 2024年6月16日  | 开除党籍、开除公职、判處死刑，緩期二年執行                     |
| 罗保铭 | 全国人大华侨委员会原副主任、 中共海南省委原书记、省人大常委会原主任                        | 2024年7月25日  | 开除党籍、取消待遇、移送司法机关依法审查起诉                   |
| 李微微 | 全国政协人口资源环境委员会副主任、湖南省政协原党组书记、主席                               | 2024年7月29日  | 开除党籍、开除公职、移送司法机关依法审查起诉                   |
| 齐同生 | 宁夏回族自治区政协原党组书记、主席                                                         | 2024年10月8日  | 开除党籍、取消待遇、移送司法机关依法审查起诉                   |
| 吴存荣 | 山西省政协党组书记、主席                                                                   | 2024年12月16日 | 开除党籍、开除公职、移送司法机关依法审查起诉                   |
| 齐扎拉 | 全国政协农业和农村委员会副主任、西藏自治区原党委副书记、区政府主席                         | 2025年1月23日  | 開除黨籍、開除公職、移送司法機關依法審查起訴                   |
| 蒋超良 | 全国人大农业与农村委员会副主任委员、中共湖北省委原书记、省人大常委会原主任                 | 2025年2月21日  | 正在接受纪律审查和监察调查                                     |
| 金湘军 | 中共山西省委副书记、省人民政府省长                                                         | 2025年4月12日  | 正在接受纪律审查和监察调查                                     |
| 蓝天立 | 中共广西壮族自治区党委副书记、区人民政府主席                                               | 2025年5月16日  | 正在接受纪律审查和监察调查                                     |
| 毕井泉 | 第十四届全国政协常委、经济委员会副主任，国家市场监督管理总局原党组书记、副局长             | 2025年5月29日  | 正在接受纪律审查和监察调查                                     |
| 刘 慧  | 第十三届全国政协教科卫体委员会副主任，宁夏回族自治区原党委副书记、区政府主席               | 2025年7月18日  | 正在接受纪律审查和监察调查                                     |
| 副部級 |                                                                                            |                |                                                                |
| 范一飞 | 中国人民银行党委委员、副行长                                                               | 2022年11月5日  | 开除党籍、开除公职、判处死刑，缓期二年执行，限制減刑           |
| 付忠伟 | 沈阳市人大常委会主任、党组书记                                                             | 2022年11月9日  | 开除党籍、开除公职、判处有期徒刑十五年                         |
| 纪国刚 | 西藏自治区人大常委会副主任                                                                 | 2022年11月16日 | 开除党籍、开除公职、判处有期徒刑十三年                         |
| 张晓霈 | 吉林省政协原副主席                                                                         | 2022年11月25日 | 开除党籍、取消待遇、判处有期徒刑九年                           |
| 周建琨 | 贵州省政协副主席、党组副书记                                                               | 2022年11月27日 | 开除党籍、开除公职、判处无期徒刑                               |
| 李春生 | 广东省人大常委会副主任、党组副书记                                                         | 2022年12月8日  | 开除党籍、开除公职、判处有期徒刑十年                           |
| 王雪峰 | 河北省人大常委会原副主任                                                                   | 2023年1月6日   | 开除党籍、取消待遇、判处有期徒刑十八年                         |
| 汲斌昌 | 青岛市政协主席、党组书记                                                                   | 2023年1月6日   | 开除党籍、开除公职、判处死刑，缓期二年执行                     |
| 易鹏飞 | 湖南省政协党组成员、原副主席                                                               | 2023年2月5日   | 开除党籍、开除公职、判处无期徒刑。                             |
| 郝宏军 | 大连市政协主席、党组书记                                                                   | 2023年2月5日   | 开除党籍、开除公职、判处无期徒刑                               |
| 郑 洪  | 重庆市人大常委会原副主任、党组原副书记                                                     | 2023年3月16日  | 开除党籍、开除公职、判處有期徒刑十五年                         |
| 姜志刚 | 中共宁夏回族自治区党委原副书记、银川市委原书记                                             | 2023年3月17日  | 开除党籍、开除公职、判处有期徒刑十五年                         |
| 崔茂虎 | 中共中央统战部原副部长、国家宗教事务局原局长                                               | 2023年3月18日  | 开除党籍、开除公职、判处有期徒刑十一年                         |
| 李再勇 | 贵州省政协党组成员、原副主席                                                               | 2023年3月27日  | 开除党籍、开除公职、判处死刑，缓期二年执行                     |
| 孙述涛 | 山东省政协党组成员、副主席                                                                 | 2023年3月28日  | 开除党籍、开除公职、判处无期徒刑                               |
| 殷美根 | 江西省人大常委会党组副书记、副主任                                                         | 2023年3月29日  | 开除党籍、开除公职，判处死刑，缓期二年执行                     |
| 刘连舸 | 中国银行原党委书记、董事长                                                                 | 2023年3月31日  | 开除党籍、取消待遇、判处死刑，缓期二年执行                     |
| 杜兆才 | 国家体育总局党组成员、副局长                                                               | 2023年4月1日   | 开除党籍、开除公职、判处有期徒刑十四年                         |
| 李晓鹏 | 中国光大集团股份公司原党委书记、董事长                                                     | 2023年4月5日   | 开除党籍、开除公职、判處有期徒刑十五年                         |
| 刘捍东 | 江苏省人大常委会原党组成员、副主任                                                         | 2023年4月16日  | 开除党籍、取消待遇、判处死刑，缓期二年执行                     |
| 朱从玖 | 浙江省政协党组成员、副主席                                                                 | 2023年5月4日   | 开除党籍、开除公职、判处无期徒刑                               |
| 熊 雪  | 重庆市政府党组成员、原副市长                                                               | 2023年5月11日  | 开除党籍、取消待遇、判处死刑，缓期二年执行                     |
| 骆玉林 | 国务院国资委原副部长级干部                                                                 | 2023年5月17日  | 开除党籍、取消待遇、判處死刑，緩期二年執行，限制減刑           |
| 李金柱 | 陕西省人大常委会原副主任                                                                   | 2023年5月29日  | 开除党籍、取消待遇、判处死刑，缓期二年执行                     |
| 曲 敏  | 黑龙江省政协副主席                                                                         | 2023年6月14日  | 开除党籍、开除公职、判处有期徒刑十三年                         |
| 姜 杰  | 西藏自治区政协党组成员、副主席                                                             | 2023年7月3日   | 开除党籍、开除公职、判处死刑，缓期二年执行                     |
| 陈继兴 | 广东省人大常委会原党组成员、副主任                                                         | 2023年7月9日   | 开除党籍、开除公职、判处死刑，缓期二年执行                     |
| 唐双宁 | 中国光大集团股份公司原党委书记、董事长                                                     | 2023年7月15日  | 开除党籍、开除公职、判处有期徒刑十二年                         |
| 商黎光 | 中共山西省委副书记                                                                         | 2023年9月5日   | 开除党籍、开除公职、判处无期徒刑                               |
| 李海涛 | 黑龙江省政协党组成员、副主席                                                               | 2023年9月16日  | 开除党籍、开除公职、移送司法机关依法审查起诉                   |
| 张秀隆 | 广西壮族自治区人大常委会原党组副书记、副主任                                               | 2023年10月21日 | 开除党籍、取消待遇、判处有期徒刑十三年                         |
| 凌成兴 | 国家烟草专卖局原党组书记、局长                                                             | 2023年10月23日 | 开除党籍、取消待遇、判处有期徒刑十六年                         |
| 杨克宁 | 四川省政协原党组副书记、副主席                                                             | 2023年11月16日 | 开除党籍、开除公职、判处有期徒刑十六年                         |
| 王一新 | 黑龙江省委常委、黑龙江省政府常务副省长、党组副书记                                         | 2023年12月8日  | 开除党籍、开除公职、判处无期徒刑                               |
| 李鹏新 | 新疆维吾尔自治区党委原副书记                                                               | 2023年12月11日 | 开除党籍、开除公职、判处死刑，缓期二年执行，限制減刑           |
| 钟自然 | 自然资源部原党组成员、中国地质调查局原党组书记、局长                                       | 2024年1月2日   | 开除党籍、取消待遇、判處有期徒刑十三年                         |
| 彭国甫 | 湖南省人大常委会党组成员、副主任                                                           | 2024年1月10日  | 开除党籍、开除公职、判处死刑，缓期二年执行                     |
| 苏增添 | 福建省人大常委会原党组副书记、副主任                                                       | 2024年1月21日  | 开除党籍、取消待遇、移送司法机关依法审查起诉                   |
| 戴道晋 | 湖南省政协原党组副书记、副主席                                                             | 2024年1月26日  | 开除党籍、取消待遇、判處死刑，緩期二年執行                     |
| 王 勇  | 西藏自治区政府政府党组成员、副主席                                                         | 2024年1月29日  | 开除党籍、开除公职、判处死刑，缓期二年执行                     |
| 王宜林 | 中国石油天然气集团有限公司原党组书记、董事长                                               | 2024年2月2日   | 开除党籍、取消待遇、判處有期徒刑十三年                         |
| 胡 强  | 江西省政协原副主席                                                                         | 2024年2月21日  | 开除党籍、取消待遇、移送司法机关依法审查起诉                   |
| 张祖林 | 云南省人民政府原党组成员、副省长                                                           | 2024年3月1日   | 开除党籍、取消待遇、判處無期徒刑                               |
| 李 勇  | 中国海洋石油集团有限公司原党组副书记、总经理                                               | 2024年3月15日  | 开除党籍、取消待遇、移送司法机关依法审查起诉                   |
| 李显刚 | 黑龙江省人大常委会党组成员、副主任                                                         | 2024年3月17日  | 开除党籍、开除公职、移送司法机关依法审查起诉                   |
| 刘跃进 | 十三届全国政协外事委员会委员、公安部原反恐专员                                             | 2024年3月18日  | 开除党籍、取消待遇、判處死刑，緩期二年執行                     |
| 窦万贵 | 新疆维吾尔自治区政协党组成员、副主席                                                       | 2024年3月20日  | 开除党籍、取消待遇、判處死刑，緩期二年執行                     |
| 陈 晏  | 贵州省政协党组成员、副主席                                                                 | 2024年3月25日  | 开除党籍、开除公职、移送司法机关依法审查起诉                   |
| 杜 梓  | 内蒙古自治区人大常委会原党组副书记、副主任                                                 | 2024年4月15日  | 开除党籍、取消待遇、判處有期徒刑十五年                         |
| 秦如培 | 广西壮族自治区党委原常委、自治区政府原副主席                                               | 2024年4月16日  | 开除党籍、开除公职、判处死刑，缓期二年执行                     |
| 高 朋  | 北京市政府党组成员、副市长                                                                 | 2024年4月22日  | 开除党籍、开除公职、移送司法机关依法审查起诉                   |
| 刘志强 | 司法部原党组成员、副部长                                                                   | 2024年4月30日  | 开除党籍、取消待遇、判處有期徒刑十三年                         |
| 王 昊  | 江苏省政协党组成员、副主席                                                                 | 2024年5月20日  | 开除党籍、开除公职、移送司法机关依法审查起诉                   |
| 刘星泰 | 海南省人大常委会党组副书记、副主任                                                         | 2024年5月22日  | 开除党籍、开除公职、移送司法机关依法审查起诉                   |
| 王 波  | 内蒙古自治区人大常委会原党组副书记、副主任                                                 | 2024年6月03日  | 开除党籍、取消待遇、移送司法机关依法审查起诉                   |
| 杨子兴 | 甘肃省政府原党组成员、副省长                                                               | 2024年6月12日  | 开除党籍、取消待遇、移送司法机关依法审查起诉                   |
| 洪礼和 | 江西省人大常委会原党组副书记、副主任                                                       | 2024年6月19日  | 开除党籍、取消待遇、移送司法机关审查起诉                       |
| 张建春 | 中共中央宣传部副部长                                                                       | 2024年6月21日  | 开除党籍、开除公职、移送司法机关依法审查起诉                   |
| 李石松 | 云南省委常委、云南省政府常务副省长、党组副书记                                             | 2024年6月25日  | 开除党籍、开除公职、移送司法机关依法审查起诉                   |
| 崔保华 | 四川省政协原党组副书记、副主席                                                             | 2024年8月27日  | 开除党籍、取消待遇、移送司法机关依法审查起诉                   |
| 谭瑞松 | 中国航空工业集团有限公司原党组书记、董事长                                                 | 2024年8月27日  | 开除党籍、取消待遇、移送司法机关依法审查起诉                   |
| 杜玉波 | 十三届全国人大教育科学文化卫生委员会副主任委员，教育部原党组副书记、副部长                 | 2024年9月18日  | 开除党籍、取消待遇、移送司法机关依法审查起诉                   |
| 孙玉宁 | 海关总署副署长、党委委员                                                                   | 2024年9月24日  | 开除党籍、开除公职、移送司法机关依法审查起诉                   |
| 李 刚  | 中央纪委国家监委驻中央组织部纪检监察组组长                                                 | 2024年9月30日  | 开除党籍、开除公职、移送司法机关依法审查起诉                   |
| 杨发森 | 中共青海省委常委、政法委书记                                                               | 2024年10月14日 | 开除党籍、开除公职、移送司法机关依法审查起诉                   |
| 刘满仓 | 河南省人大常委会原党组副书记、副主任                                                       | 2024年10月17日 | 开除党籍、取消待遇、移送司法机关依法审查起诉                   |
| 张效廉 | 十三届全国政协经济委员会副主任                                                             | 2024年10月21日 | 开除党籍、取消待遇、移送司法机关依法审查起诉                   |
| 赵金云 | 甘肃省政府副省长                                                                           | 2024年10月25日 | 开除公职、移送司法机关依法审查起诉                             |
| 陆克华 | 中共重庆市委常委、政法委书记                                                               | 2024年11月4日  | 开除党籍、开除公职、移送司法机关依法审查起诉                   |
| 朱芝松 | 上海市委常委、浦东新区区委书记                                                             | 2024年11月27日 | 开除党籍、开除公职、移送司法机关依法审查起诉                   |
| 罗增斌 | 海南省委常委、海口市委书记                                                                 | 2024年12月6日  | 开除党籍、开除公职、移送司法机关依法审查起诉                   |
| 马丰胜 | 青海省政协党组成员、副主席                                                                 | 2024年12月11日 | 开除党籍、开除公职、移送司法机关依法审查起诉                   |
| 寇 伟  | 中国大唐集团有限公司原党组副书记、总经理                                                   | 2024年12月21日 | 开除党籍、取消待遇、移送司法机关依法审查起诉                   |
| 周家斌 | 广西壮族自治区人大常委会党组成员、副主任，桂林市委书记                                     | 2024年12月28日 | 开除党籍、开除公职、移送司法机关依法审查起诉                   |
| 周喜安 | 安徽省政协党组成员、副主席                                                                 | 2025年2月6日   | 正在接受纪律审查和监察调查                                     |
| 王中和 | 内蒙古自治区政协原党组副书记、副主席                                                       | 2025年2月16日  | 正在接受纪律审查和监察调查。                                   |
| 周德睿 | 中共天津市委常委、组织部部长                                                               | 2025年3月13日  | 正在接受纪律审查和监察调查。                                   |
| 李文荣 | 云南省人大常委会党组成员、副主任                                                           | 2025年3月18日  | 正在接受纪律审查和监察调查。                                   |
| 王会民 | 中央纪委国家监委驻中国证券监督管理委员会纪检监察组原组长、中国证券监督管理委员会原党委委员 | 2025年3月21日  | 正在接受纪律审查和监察调查                                     |
| 徐宪平 | 国家发改委原党组成员、副主任、原国务院原参事                                               | 2025年3月27日  | 正在接受纪律审查和监察调查                                     |
| 段成刚 | 重庆市政协党组成员、副主席                                                                 | 2025年3月31日  | 正在接受纪律审查和监察调查                                     |
| 龙 翔  | 南京市人大常委会党组书记、主任                                                             | 2025年4月3日   | 正在接受纪律审查和监察调查                                     |
| 杨小伟 | 第十四届全国政协教科卫体委员会副主任，国家广播电视总局原党组成员、副局长                   | 2025年4月17日  | 正在接受纪律审查和监察调查                                     |
| 宋朝华 | 四川省人大常委会原党组成员、副主任                                                         | 2025年4月25日  | 正在接受纪律审查和监察调查                                     |
| 王建军 | 中国证券监督管理委员会党委委员、副主席                                                     | 2025年4月30日  | 正在接受纪律审查和监察调查                                     |
| 叶寒冰 | 四川省政府党组成员、副省长、省公安厅厅长                                                   | 2025年5月21日  | 正在接受纪律审查和监察调查                                     |
| 刘宽忍 | 陕西省政协副主席，中国民主促进会中央副主席、陕西省委会主委                                 | 2025年5月25日  | 正在接受国家监委监察调查                                       |
| 高以忱 | 中央防范和处理邪教问题领导小组办公室原副主任，中华人民共和国国家安全部原副部长             | 2025年6月9日   | 正在接受纪律审查和监察调查                                     |
| 费东斌 | 交通运输部党组成员，国家铁路局局长、党组书记                                               | 2025年6月12日  | 正在接受纪律审查和监察调查                                     |
| 彭晓春 | 广西壮族自治区政协原党组成员、副主席                                                       | 2025年6月16日  | 正在接受纪律审查和监察调查                                     |
| 胡幼桃 | 江西省政协原党组成员、副主席                                                               | 2025年6月19日  | 正在接受纪律审查和监察调查                                     |
| 于文明 | 国家中医药管理局原党组书记、局长                                                           | 2025年6月22日  | 正在接受国家监委监察调查                                       |
| 倪 强  | 中共海南省委常委、秘书长                                                                   | 2025年6月25日  | 正在接受纪律审查和监察调查                                     |
| 刘绍勇 | 中国东方航空集团有限公司原党组书记、董事长                                                 | 2025年6月28日  | 正在接受纪律审查和监察调查                                     |
| 周先旺 | 湖北省政协原党组成员、副主席                                                               | 2025年7月8日   | 正在接受纪律审查和监察调查                                     |
| 韩 松  | 陕西省西安市人大常委会党组书记、主任                                                       | 2025年7月14日  | 正在接受纪律审查和监察调查                                     |
| 吴胜华 | 中共贵州省委常委、毕节市委书记                                                             | 2025年7月24日  | 正在接受纪律审查和监察调查                                     |
| 高兴夫 | 浙江省人大常委会党组副书记、副主任                                                         | 2025年8月18日  | 正在接受纪律审查和监察调查                                     |

## 被判处死刑的官员

### 已执行
- 赵黎平（内蒙古自治区政协副主席）：故意杀人罪，受贿罪2368万，非法持有枪支、弹药罪，非法储存爆炸物罪
- 赖小民（中国华融资产管理股份有限公司原董事长、党委书记）：受贿罪17.88亿元（其中1.04亿元未遂）、贪污罪2513万元、重婚罪
- 李建平（内蒙古自治区呼和浩特经济技术开发区党工委原书记）：贪污罪14.37亿元（其中2.89亿元未遂）、受贿罪5.77亿元、挪用公款罪10.55亿元、纵容黑社会性质组织罪

### 待执行
- 白天辉（中国华融国际控股有限公司原党委副书记、董事会董事、总经理）：受贿罪11.08亿元

### 改判
- 张中生（吕梁市委原常委、副市长）受贿罪、巨额财产来源不明罪，后改判死刑，缓期二年执行，在死刑缓期执行二年期满依法减为无期徒刑后，终身监禁，不得减刑、假释